# Eisbrecher (Band)
Eisbrecher ist eine deutsche Rockband, die üblicherweise der Neuen Deutschen Härte zugerechnet wird.

## Geschichte

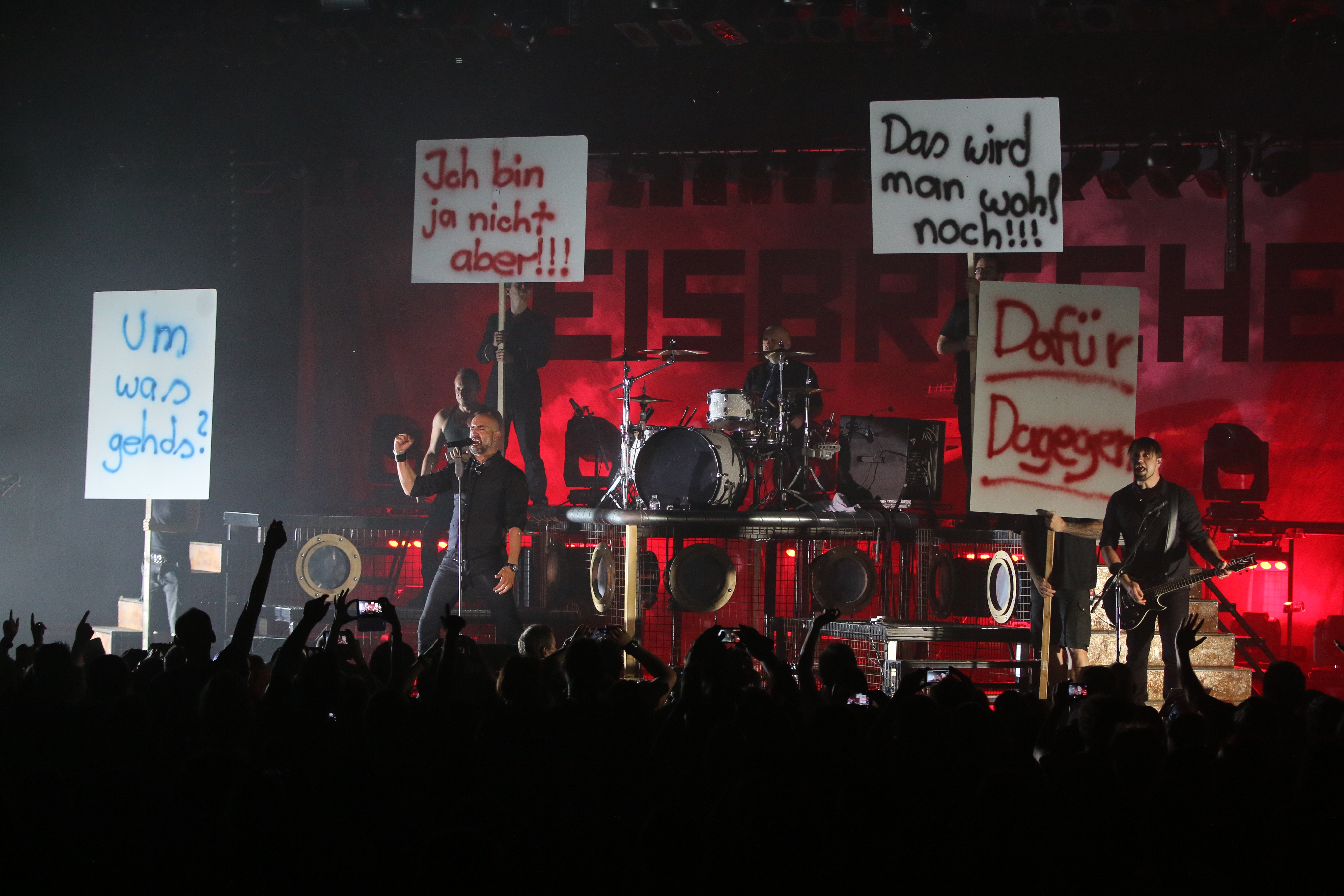
Eisbrecher auf dem ZMF 2016 in Freiburg

Eisbrecher wurde 2003 von den Mitgliedern der Band Megaherz, Alexander „Alexx“ Wesselsky und Jochen „Noel Pix“ Seibert, gegründet. Wesselsky hatte sich zuvor von Megaherz, die er 1993 ins Leben gerufen hatte, wegen künstlerischer Differenzen getrennt. Aufsehen erregte die Band mit ihrem Debütalbum Eisbrecher, weil sie als Anreiz für das Kopieren des Albums zwei CD-Rohlinge beilegte. Das Ziel ihrer Aktion war, gegen die Kriminalisierung der Endverbraucher durch die Musikindustrie zu protestieren.
Im Sommer 2006 veröffentlichte Eisbrecher zwei neue Singles sowie das zweite Album Antikörper. Das Album erreichte Platz 85 der deutschen Albumcharts. Im November verließen Gitarrist Homeier und Bassist Behnke die Band, als Ersatz kamen Martin Motnik, der unter anderem auch bei Gregg Bissonette und Darkseed als Bassist aktiv ist, sowie Jürgen Plangger, Sänger der Band A Life [Divided].
Anfang Juli 2008 verließ Bassist Martin Motnik wegen eines Umzugs nach Kalifornien die Band. Nachfolger wurde Olli Pohl, ebenfalls Ex-Mitglied von Megaherz. Am 22. August 2008 erschien das dritte Studioalbum der Band, Sünde, welches in der ersten Woche nach der Veröffentlichung auf Platz 18 der deutschen Albumcharts von Media Control stieg.
Mit der Single Eiszeit schaffte es erstmals ein Song von Eisbrecher in die deutschen Charts. Eiszeit erreichte Platz 84. Auch das gleichnamige Studioalbum stellte am 3. Mai 2010 den bisherigen kommerziellen Erfolg der Vorgängeralben mit Platz 5 in den Albumcharts ein. Zwar war zu diesem Zeitpunkt Keyboarder und Co-Produzent Maximilian Schauer bereits aus der Band ausgeschieden, beteiligt sich aber weiterhin am Songwriting-Prozess der folgenden Alben.
Aufgrund des Albumerfolgs wurden größere Plattenlabel auf Eisbrecher aufmerksam. Anfang August wurde bekanntgegeben, dass Eisbrecher von nun an bei Sony Music/Columbia Records unter Vertrag stehen. Am 28. August 2010, während des Konzertes in Grosserlach, gab der Bassist Olli Pohl seinen Ausstieg aus der Band aus familiären und beruflichen Gründen bekannt. Bereits auf den darauf folgenden Konzerten war Dominik Palmer am Bass als Nachfolger vorgestellt worden. Im März 2011 folgte der Ausstieg des Schlagzeugers Rene Greil, der bereits während der Konzerte im Herbst von Sébastien Angrand vertreten wurde und durch Achim Färber ersetzt wurde.
Ihr fünftes Album Die Hölle muss warten erschien am 3. Februar 2012. Die vorab ausgekoppelte Single Verrückt erreichte Platz 43 der Singles-Charts. 2013 gab es erneut einen Besetzungswechsel; Rupert Keplinger, der auch gleichzeitig Gitarrist der von ihm 2011 gegründeten Band Darkhaus ist, ersetzt den bisherigen Bassisten Dominik Palmer.
2014 erschienen bei AFM Records, dem früheren Label der Band, die Alben Antikörper, Sünde und Eiszeit als Doppel-LP erneut. 2015 wurde das sechste Album namens Schock veröffentlicht; in den darauffolgenden Monaten folgte eine Deutschland-Tournee mit der Band Maerzfeld. Ein im Juni 2015 aufgezeichnetes Konzert im Circus Krone in München wurde im September in Form einer DVD bzw. Blu-Ray veröffentlicht. Am 9. April 2016 wurden Eisbrecher während eines Konzertes im Zenith (München) erstmals für ihre Alben Die Hölle muss warten und Schock mit einer Goldenen Schallplatte ausgezeichnet.
Die Band und Mitgründer Noel Pix haben sich einvernehmlich getrennt.
Ersetzt wird Pix durch Marc "Micki" Richter (Die Herren Wesselsky, Atrocity).

## Musikstil

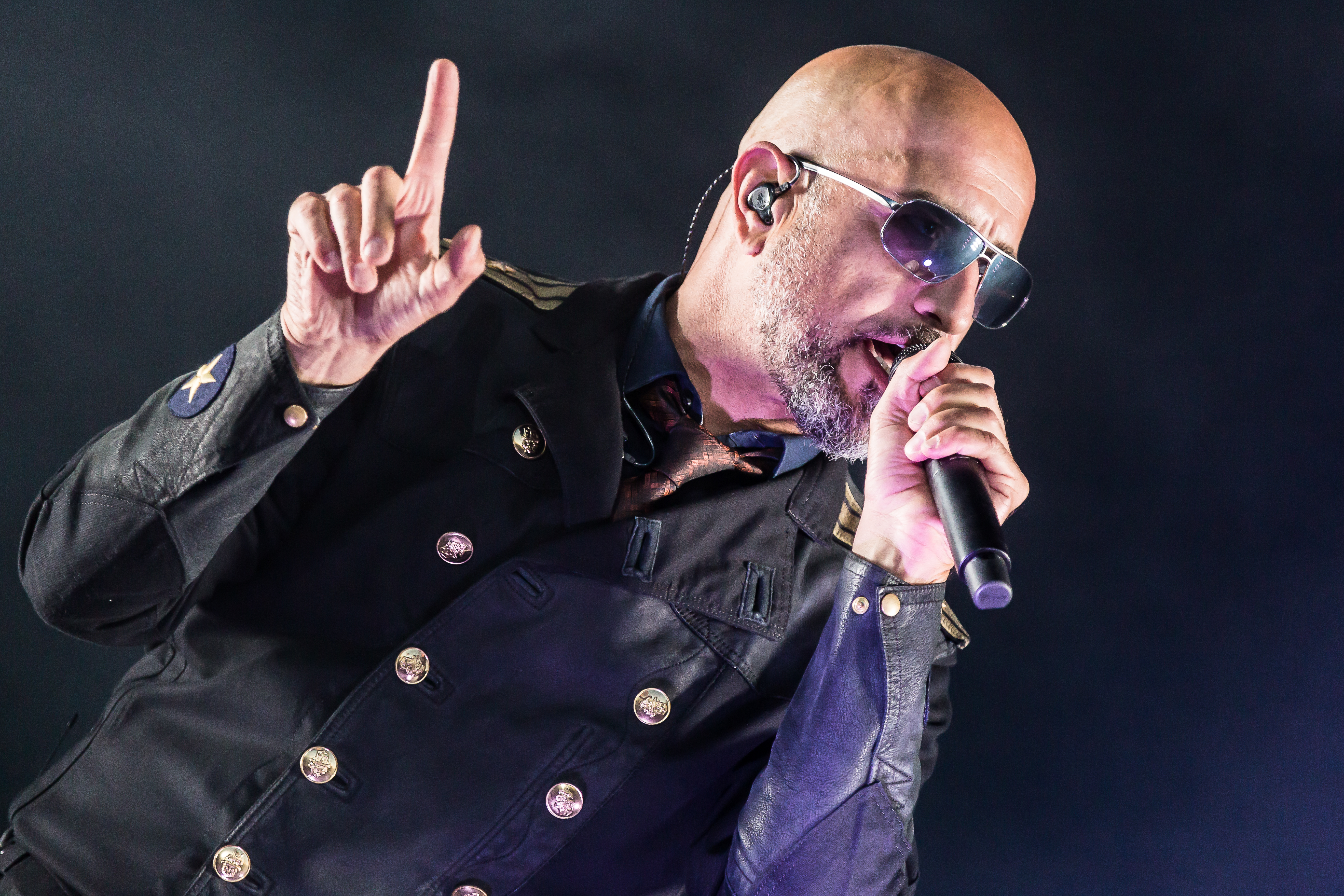
Alexx Wesselsky auf dem Rockharz Open Air 2018

Alexander „Alexx“ Wesselsky bezeichnet die Musikrichtung von Eisbrecher als „deutschsprachige Rockmusik mit Elektro-Elementen“. Von der von ihm 2003 geprägten Bezeichnung „Elektronischer Trip-Rock“ distanziert sich Wesselsky inzwischen, „da dieser Begriff nichts aussagt“. Er kam lediglich zustande, da zur Zeit seiner Erfindung „Elektronischer Trip-Hop (...) gerade angesagt war“. Eisbrecher versucht, harte Gitarrensounds durch kraftvolle Elektroklänge zu ergänzen. Häufig findet seitens der Medien eine Zuordnung zum Genre der Neuen Deutschen Härte statt, die der Band jedoch nicht zusagt.

## Diskografie
Studioalben

| Jahr | Titel Musiklabel                              | Höchstplatzierung, Gesamtwochen, AuszeichnungChartplatzierungen (Jahr, Titel, Musiklabel, Platzierungen, Wochen, Auszeichnungen, Anmerkungen) | Höchstplatzierung, Gesamtwochen, AuszeichnungChartplatzierungen (Jahr, Titel, Musiklabel, Platzierungen, Wochen, Auszeichnungen, Anmerkungen) | Höchstplatzierung, Gesamtwochen, AuszeichnungChartplatzierungen (Jahr, Titel, Musiklabel, Platzierungen, Wochen, Auszeichnungen, Anmerkungen) | Anmerkungen                                               |
| Jahr | Titel Musiklabel                              | DE | AT | CH | Anmerkungen                                               |
| ---- | --------------------------------------------- | --- | --- | --- | --------------------------------------------------------- |
| 2004 | Eisbrecher Dancing Ferret Discs (DFD)         | — | — | — | Erstveröffentlichung: 26. Januar 2004                     |
| 2006 | Antikörper AFM Records (Soulfood)             | DE85 (1 Wo.)DE | — | — | Erstveröffentlichung: 20. Oktober 2006                    |
| 2008 | Sünde AFM Records (Soulfood)                  | DE18 (4 Wo.)DE | — | — | Erstveröffentlichung: 22. August 2008                     |
| 2010 | Eiszeit AFM Records (Soulfood)                | DE5 (7 Wo.)DE | AT64 (1 Wo.)AT | CH76 (1 Wo.)CH | Erstveröffentlichung: 16. April 2010                      |
| 2012 | Die Hölle muss warten Columbia Records (Sony) | DE3 Gold · (13 Wo.)DE | AT21 (3 Wo.)AT | CH16 (4 Wo.)CH | Erstveröffentlichung: 3. Februar 2012 Verkäufe: + 100.000 |
| 2015 | Schock SevenOne Music (Sony)                  | DE2 Gold · (33 Wo.)DE | AT11 (3 Wo.)AT | CH16 (3 Wo.)CH | Erstveröffentlichung: 23. Januar 2015 Verkäufe: + 100.000 |
| 2017 | Sturmfahrt RCA Records (Sony)                 | DE1 (10 Wo.)DE | AT10 (4 Wo.)AT | CH8 (4 Wo.)CH | Erstveröffentlichung: 18. August 2017                     |
| 2020 | Schicksalsmelodien RCA Records (Sony)         | DE4 (12 Wo.)DE | AT17 (1 Wo.)AT | CH27 (3 Wo.)CH | Erstveröffentlichung: 23. Oktober 2020 Coveralbum         |
| 2021 | Liebe macht Monster RCA Records (Sony)        | DE1 (13 Wo.)DE | AT4 (2 Wo.)AT | CH11 (3 Wo.)CH | Erstveröffentlichung: 12. März 2021                       |
| 2025 | Kaltfront°! Hansa Local (Sony)                | DE2 (4 Wo.)DE | AT7 (1 Wo.)AT | CH17 (1 Wo.)CH | Erstveröffentlichung: 14. März 2025                       |